# Bubikon
Bubikon es una comuna suiza del cantón de Zúrich, situada en el distrito de Hinwil. Limita al noreste con la comuna de Hinwil, al este con Dürnten y Rüti, al sur con Rapperswil-Jona (SG), al suroeste con Hombrechtikon, al oeste con Grüningen, y al oeste con Gossau.

## Transportes
Ferrocarril
Cuenta con una estación ferroviaria en la que efectúan parada trenes de varias líneas pertenecientes a la red S-Bahn Zúrich.